# Ingway Sabajo
Ingway Sabajo, ook wel Bboy Dizzy, is een Surinaams danser, choreograaf en tatoeëerder. Hij won prijzen tijdens danscompetities in Suriname, Brazilië en Frans-Guyana.

## Biografie
Sinds 2012 maakte Sabajo deel uit van het project Urban Moves and Sounds of the Guiana Shield van het artiestencollectief ArtLab Suriname. Voor dit project reisden hij en drie andere dansers voor een leertraject naar Nederland, met als onderliggend doel om Surinaamse dansstijlen met hiphopdansen te integreren. Tijdens dit bezoek gaf het viertal een demonstratie tijdens het UitFestival in Vlaardingen. Het project werd in 2013 afgesloten met dansvoorstellingen in Paramaribo.
Ook in de jaren hierna bleef hij betrokken bij ArtLab als dansleraar en choreograaf en maakte hij deel uit van Turbo Squad. Als lid van de dansgroep Monkey Gang nam hij in 2015 deel aan Poetry & Beyond.
In de loop van de jaren won hij prijzen tijdens danscompetities in Suriname, Brazilië en Frans-Guyana, zowel in breakdance als freestyle. Daarnaast ontwikkelde hij zich als tekenaar en graffitikunstenaar, en organiseerde hij met de Theaterschool OnStage muurschilderingen met jongeren.
Sinds circa 2017 woont en werkt hij in Frans-Guyana, waar dansen nog steeds een centrale rol in zijn leven speelt. Daar geeft hij dansles op een hiphopschool, neemt hij deel aan danswedstrijden en heeft hij zijn eigen tatoeagestudio.